# PV Большой Медведицы
PV Большой Медведицы (лат. PV Ursae Majoris), HD 77247 — двойная звезда в созвездии Большой Медведицы на расстоянии приблизительно 1394 световых лет (около 427 парсеков) от Солнца. Видимая звёздная величина звезды — от +6,88m до +6,86m.

## Характеристики
Первый компонент — жёлтый гигант, пульсирующая полуправильная переменная звезда типа SRD (SRD:) спектрального класса G5Ba1 или G7IIIBa1.